# Wing Commander III: Heart of the Tiger
Wing Commander III: Heart of the Tiger — космический симулятор с элементами космической тотальной стратегии по вселенной Wing Commander.

## Отзывы и критика
| Русскоязычные издания | Русскоязычные издания |
| Издание               | Оценка                |
| --------------------- | --------------------- |
| «Страна игр»          | 5 из 5 (3DO)          |

Графика игры (в то время) получила положительные отзывы, как имеющее настоящее 3D с текстурами (что было в то время редкостью), а вот ИИ был обруган за однообразность применяемых им тактик. Похвал также заслужил режим мультиплейеера. Стратегический режим был признан довольно интересным, хотя и несколько примитивным, особенно в плане экономического развития. PC Gamer US поставил игре 96 из 100. На Gamerankings версия для 3DO получила 81,25 %. Считается одной из лучших игр 1990-х годов на ПК.